# Conseil d'État du canton du Tessin

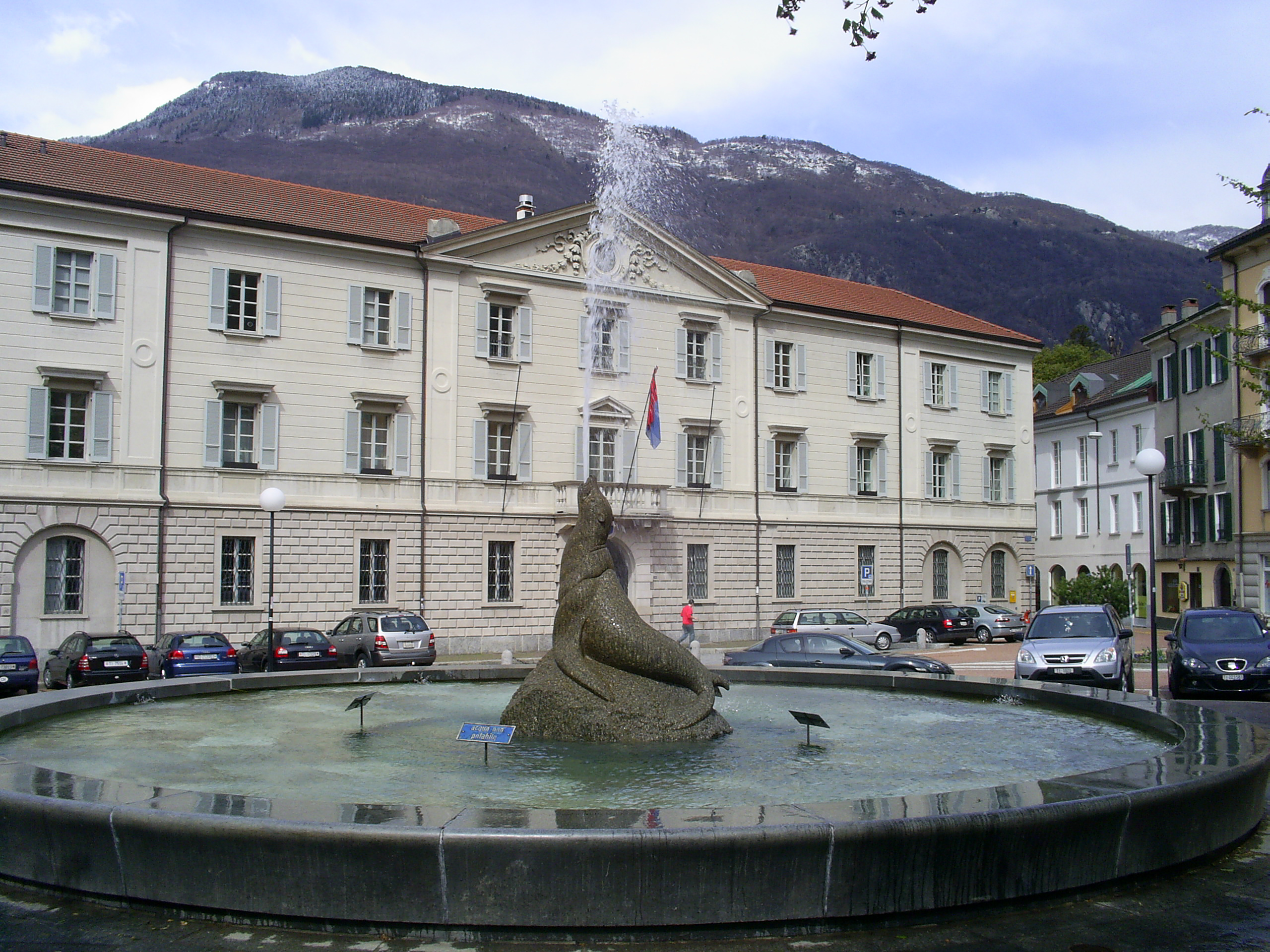
Siège du Conseil d'État du canton du Tessin à Bellinzone.

Le Conseil d'État du canton du Tessin (en italien : Consiglio di Stato), est le gouvernement du canton du Tessin, en Suisse.

## Description
Créé en 1803[réf. nécessaire], le Conseil d'État est une autorité collégiale, composée de cinq membres.
Il est dirigé par le président du gouvernement, suppléé par un vice-président.
Les membres du gouvernement tessinois ne peuvent siéger au Conseil national ou au Conseil des États parallèlement à leur mandat cantonal, ni être membres d'un exécutif ou législatif communal.
Chacun des membres du gouvernement est à la tête d'un département. Depuis 2019, les départements portent les noms suivants :
- Département des institutions (Dipartimento delle istituzioni)
- Département de la santé et des affaires sociales (Dipartimento della sanità e della socialità)
- Département de l'éducation, de la culture et du sport (Dipartimento dell’educazione, della cultura e dello sport)
- Département du territoire (Dipartimento del territorio)
- Département des finances et de l'économie (Dipartimento delle finanze e dell’economia).

## Élection
Les membres du Conseil d'État sont élus tous les quatre ans au scrutin proportionnel à un tour au mois d'avril, en même temps que le Grand Conseil. Ils sont élus par le peuple depuis 1891.
Le président du gouvernement et le vice-président sont élus chaque année par le Conseil d'État.
La dernière élection a eu lieu le 2 avril 2023, pour la législature s'étendant d'avril 2023 à avril 2027.

## Composition actuelle
Date de l'élection : 2 avril 2023
- Marina Carobbio Guscetti (PS), département de l'éducation, de la culture et du sport.
- Norman Gobbi (Lega), département des institutions
- Raffaele De Rosa (Le Centre), département de la santé et des affaires sociales. Président en 2023-24
- Christian Vitta (PLR), département des finances et de l'économie
- Claudio Zali (Lega), département du territoire

## Anciennes compositions

### 2019-2023
Date de l'élection : 7 avril 2019
- Manuele Bertoli (PS), département de l'éducation, de la culture et du sport. Président en 2021-22
- Raffaele De Rosa (Le Centre), département de la santé et des affaires sociales
- Norman Gobbi (Lega), département des institutions. Président en 2020-21
- Christian Vitta (PLR), département des finances et de l'économie. Président en 2019-20
- Claudio Zali (Lega), département du territoire. Président en 2022-23

### 2015-2019
Date de l'élection : 19 avril 2015
- Paolo Beltraminelli (PDC). Président en 2016-17
- Manuele Bertoli (PS). Président en 2017-18
- Norman Gobbi (Lega). Président en 2015-16
- Christian Vitta (PLR). Président en 2019-20
- Claudio Zali (Lega). Président en 2018-19

### 2011-2015
Date de l'élection : 10 avril 2011
- Paolo Beltraminelli (PDC). Président en 2013-14
- Manuele Bertoli (PS). Président en 2014-15
- Marco Borradori (Lega). Président en 2012. Remplacé en 2013 par Michele Barra (Lega) puis en novembre 2013 par Claudio Zali (Lega)
- Norman Gobbi (Lega). Président en 2015-16
- Laura Sadis (PLR). Présidente en 2011-12

### 2007-2011
Date de l'élection : 1er avril 2007
- Marco Borradori (Lega). Président en 2008-09
- Gabriele Gendotti (PLR), département de l'instruction publique, de la culture et du sport. Président en 2009-10
- Luigi Pedrazzini (PDC). Président en 2010-11
- Patrizia Pesenti (PS). Présidente en 2007-08
- Laura Sadis (PLR). Présidente en 2011-12

## Membres du Conseil d'État du canton du Tessin devenus conseillers fédéraux
Sur les huit conseillers fédéraux tessinois élus jusqu'en 2017, six sont d'abord passé par le Conseil d'État du Tessin : 
- Flavio Cotti, conseiller d'État de 1975 à 1983, et conseiller fédéral de 1987 à 1999
- Nello Celio, conseiller d'État de 1946 à 1959, et conseiller fédéral de 1967 à 1973
- Giuseppe Lepori, conseiller d'État de 1940 à 1954, et conseiller fédéral de 1955 à 1959
- Enrico Celio, conseiller d'État de 1932 à1940, et conseiller fédéral de 1940 à 1950
- Giovanni Battista Pioda, conseiller d'État de 1842 à 1847 et de 1855 à 1857, et conseiller fédéral de 1857 à 1864
- Stefano Franscini, conseiller d'État de 1837 à 1845 et de 1847 à 1848, et conseiller fédéral de 1848 à 1857. En 1845, il dut abandonner le Conseil d'Etat car la Constitution de 1830 exigeait que ses membres, après deux mandats consécutifs, quittent leur fonction pendant au moins deux ans ; il reprit ainsi le poste de chancelier.

### Base légale
- Constitution du canton du Tessin (Cst./TI) du 14 décembre 1997 (état le 11 mars 2020), RS 131.212.